# Белорусская Служба Отечеству
Белору́сская Слу́жба Оте́честву (бел. Беларуская Служба Бацькаўшчыне, БСБ) — белорусская коллаборационистская молодёжная организация, созданная в оккупированной немцами Белоруссии во время Второй мировой войны с целью физического, трудового и патриотического воспитания белорусской молодёжи в возрасте от 18 до 20 лет. Число участников организации составляло около 250 человек.

## История
В 1943 году деятельность советских партизан в Беларуси достигла большого размаха, поэтому немцы стали принимать более активные меры по сотрудничеству с местными белорусскими организациями и на более гуманных условиях. Осенью 1943 года по инициативе бургомистра Минска, председателя Белорусской центральной рады Вацлава Ивановского и согласно решению Генерального комиссариата Белоруссии в Минске была создана Белорусская Служба Отечеству (БСБ). Организация была сформирована по образцу Имперской службы труда Германии (RAD).
Наставники-белорусы приехали из Барановичского района. Они пошли на эту работу по собственному желанию. Их познакомили с генералом Айзенштайном, который сказал, что приветствует инициативу белорусов и сделает всё возможное, чтобы белорусская молодёжь, как и немцы, осознала свою роль перед своим народом.
Программа курса обучения включала в себя физическое воспитание, военную подготовку, основные правила работы с лопатой, киркой и другими рабочими инструментами. Все занятия проводились как в теории, так и на практике. Программа также включала лекции по современной политике и истории Германии. Были также установлены часы, отведённые белорусской тематике. Участники курса читали произведения белорусских поэтов, проводили их разбор и анализ. Дисциплина на курсе была очень строгой.
В октябре 1943 года группа активистов БСБ из Барановичского района в составе 15 человек переехала в Митаву (Латвия) на трёхмесячный курс для лидеров организации, организованный в VIII районе RAD. Вернувшись в Белоруссию, эти активисты сформировали управленческую команду БСБ.
Второй курс проходил с февраля по май 1944 года в Кёнигсберге. Вторая группа курсантов приехала из Молодечненского и Минского районов. Программа была такой же, по окончании курса его участники посетили несколько городов Восточной Пруссии.
Перед началом наступления Красной армии в Слониме был организован батальон БСБ под командованием офицера Белорусской народной самопомощи Владимира Лазаря. Во время новой волны белорусской эмиграции Слонимский батальон БСБ, вместе с Собором епископов Белорусской автокефальной православной церкви, Белорусской центральной радой, Минской белорусской офицерской школой, более чем десятью тысячами членов СБМ, покинул свою родину. Большая часть участников БСБ остались в Белоруссии. Около 120 человек БСБ были эвакуированы в город Эгер в протекторате Чехии и Моравии.
В Эгере было много молодых людей других национальностей. Как и всем остальным, белорусской группе выделили комнату в бараке, где у каждого участника БСБ была отдельная кровать с чистым бельём. Продовольственный паёк был равен пайку немецкого солдата. Руководители наземной службы охраны немецких военных аэродромов составили планы уроков, одинаковые для молодёжи всех национальностей. Программа занятий состояла из гимнастики, строевой подготовки и стрельбы из пневматического оружия.
Эгер был пересыльной школой для иностранной молодёжи, которую готовили к противовоздушной обороне (в основном из крупнокалиберных пулемётов). Из Эгера, после непродолжительной подготовки, молодёжь отправилась в районы боевых действий, определённые немцами. Дальнейшая судьба участников БСБ складывалась в зависимости от хода боевых действий в последние месяцы войны. Некоторые участники БСБ, оказавшиеся в Эльзасе, присоединились к 30-й гренадерской (1-й Белорусской) дивизии СС; кто-то из них позже приехал в Италию и участвовал в битве под Монте-Кассино.
В Эгере белорусская группировка не имела связи с Белорусской центральной радой. Такая связь появилась только после полуторамесячного пребывания в Эгере, когда в Берлине начали организовывать 75-й гренадёрский полк (Белорусский национальный полк). Небольшое число участников БСБ командованием Белорусского национального полка было вызвано из Эгера в Берлин и, таким образом, воссоединились со своими соотечественниками. Некоторые участники БСБ были отправлены в Померанию.

## Форма и гимн
В начале формирования организации, в Слониме, участники БСБ получали куртки, сшитые из полотна цвета хаки, собранного Белорусской народной самопомощью. Позже, после прибытия в Эгер, подразделения БСБ стали получать немецкие серо-синие куртки Люфтваффе и пряжки Люфтваффе. На левом рукаве куртки была надета бело-красно-белая повязка с бело-красно-белым треугольником с надписью «БСБ».
БСБ имела свой гимн, который начинался словами «Край наш, Табе свае сілы, здольнасці і працу даём мы…» («Земля наша, Тебе отдаём мы свои силы, способности и труд…»).